# Cicinnus pudens
Cicinnus pudens is een vlinder uit de familie van de Mimallonidae. De wetenschappelijke naam van de soort is voor het eerst geldig gepubliceerd in 1911 door Dognin.